# Psychose (film)
Pour les articles homonymes, voir Psychose (homonymie).
Série
Psychose 2
(1983)
Pour plus de détails, voir Fiche technique et Distribution.
Psychose (Psycho) est un thriller horrifique américain en noir et blanc réalisé par Alfred Hitchcock, sorti en 1960. C'est son 47e long métrage, inspiré par le roman de Robert Bloch et dont le scénario est écrit par le jeune scénariste Joseph Stefano. La musique du film, elle aussi devenue célèbre, est composée par Bernard Herrmann. 
Ce film majeur dans la filmographie d'Alfred Hitchcock est considéré comme un chef-d'œuvre du suspense et a élevé Anthony Perkins au rang de célébrité du cinéma. L'acteur y interprète Norman Bates, un jeune homme perturbé, propriétaire d'une vieille demeure surplombant le motel dont il est également propriétaire, et où Marion Crane (Janet Leigh), une automobiliste en fuite, connaîtra un destin tragique dans une scène de douche passée à la postérité. Un détective privé (Martin Balsam), puis l'amant (John Gavin) et la sœur de Marion (Vera Miles), se lanceront à sa recherche.
Suspense et horreur se conjuguent pour atteindre leur paroxysme au moment où le mystérieux meurtrier est finalement démasqué.
Psychose a fait l'objet de trois suites, toutes avec Anthony Perkins, réalisées en 1983, 1986 et 1990. En 1987 sort un téléfilm, spin-off du film de 1960, intitulé Bates Motel. En 1998, Gus Van Sant a tourné un remake plan pour plan du premier film avec entre autres Vince Vaughn dans le rôle de Norman Bates, Julianne Moore dans celui de Lila Crane et Vigo Mortensen sans le rôle de Sam Loomis. La série Bates Motel (2013) évoque pour sa part l'adolescence de Norman Bates.

## Synopsis

Logo original.

En début d'après-midi d'un vendredi de décembre, Marion Crane et Sam Loomis se retrouvent à l'insu de leur entourage dans une chambre de l'Adam's Hotel, à Phoenix (Arizona). Divorcé, Sam doit verser une pension alimentaire à son ex-femme et aussi éponger les dettes de son père, alors qu'il ne possède qu'un petit commerce de quincaillerie. La situation financière des deux amants ne leur permet pas d'envisager le mariage : il ne peut garantir une vie suffisamment aisée à Marion, secrétaire, qui supporte de plus en plus mal cet amour cantonné à des rencontres furtives.
De retour au bureau, Marion assiste à une transaction immobilière entre un riche client texan, Tom Cassidy, et son patron, George Lowery, qui la charge de déposer à la banque 40 000 dollars. Rentrant chez elle au lieu de passer à la banque, elle fait ses valises et quitte la ville en voiture pour rejoindre Sam à Fairvale, avec l'argent qui lui avait été confié.
Ayant roulé plusieurs heures jusqu'après la tombée du jour, elle s'arrête sur le bas-côté pour passer la nuit dans son véhicule. Elle est réveillée par un policier qui contrôle ses papiers, lui rappelle qu'il est dangereux de dormir ainsi en bord de route et lui conseille à l'avenir de chercher un motel. Intrigué par la nervosité de la jeune femme, il relève le numéro d'immatriculation et décide de la filer. À l'étape suivante, Marion change de voiture, par prudence. Elle paie en espèces les 700 dollars demandés, surprenant le vendeur par son empressement, et remarque que son échange de véhicule est cependant observé de loin par le policier, ce qui rend son action inutile. 
Ayant repris la route, elle roule de plus en plus nerveusement jusqu'à la nuit lorsque s'abat un orage torrentiel qui lui fait prendre une route secondaire par mégarde. Elle aperçoit alors un motel et décide de faire halte pour y passer la nuit. Marion est l'unique cliente du motel tenu par Norman Bates et sa mère. Marion décide de mentir sur son identité, et se présente comme Marie Samuels. Norman attribue à Marion une chambre voisine de son bureau, puis, manifestement sous le charme de la jeune femme, l'invite à partager avec lui un repas frugal puisqu'il n'y a pas de restaurant à proximité immédiate. 
Marion, fatiguée par le stress et les kilomètres au volant, accepte. Norman la laisse seule, pour aller chercher de quoi manger dans la maison de sa mère qui se dresse en surplomb du motel. Marion, désormais seule avec le silence, entend clairement une conversation plutôt agitée : Norman se dispute avec sa mère qui voit d'un mauvais œil le tête-à-tête de son fils avec une femme. Revenant avec le repas, il lui demande d'excuser sa mère « qui est malade » et parle de lui, de son hobby, la taxidermie. Norman vit manifestement sous la coupe de sa mère, et cette discussion fait prendre conscience à Marion que sa propre fuite n'est pas une solution. Norman lui propose de rester encore un peu au motel, mais Marion refuse et, par mégarde, laisse échapper son véritable nom, sans même s'en rendre compte. 
De retour dans sa chambre, Marion envisage de rembourser son patron. Elle se déshabille pour prendre une douche, pendant que Norman l'observe de son bureau par un minuscule trou percé dans la cloison. Marion peut enfin se détendre après ces quelques jours remplis de stress et est heureuse. 
Alors qu'elle est toujours sous sa douche, une mystérieuse vieille femme, dont la silhouette reste cachée durant toute la scène par l'ombre et par le rideau de douche, surgit dans la salle de bain et poignarde Marion à coups de couteau, avant de disparaître. Marion agonise quelques minutes, son sang se répandant dans la baignoire ; elle s'accroche au rideau, finit par l'arracher de ses sangles et meurt. Norman, horrifié, fait la découverte du meurtre, mais se reprend très vite, nettoie la douche et élimine avec soin les traces du crime et du passage de Marion. Il regroupe toutes les affaires de celle-ci, y compris, sans le savoir, l'argent volé dissimulé dans un journal. Il immerge ensuite la voiture de la jeune femme, avec le corps, dans un marais proche.

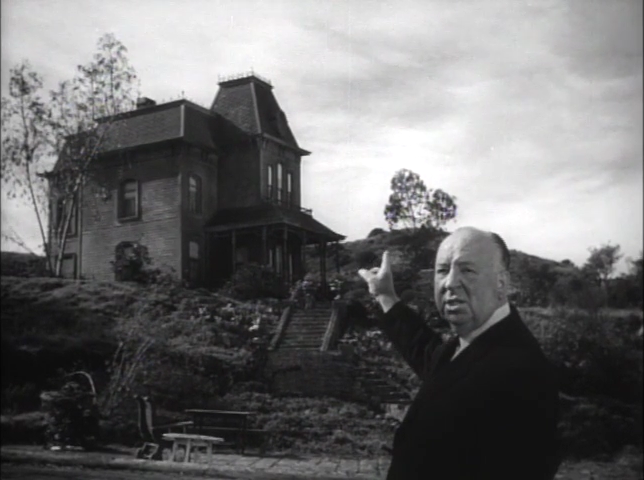
Alfred Hitchcock devant la maison de Norman Bates.

Quelques jours après le meurtre, Lila, préoccupée par le silence de sa sœur, contacte l'amant de celle-ci, Sam Loomis, que ne tarde pas à rencontrer aussi le détective privé, Arbogast, engagé par le patron pour retrouver ses 40 000 dollars. Arbogast, ayant mis hors de cause Sam et Lila dans la disparition de Marion et de l'argent, enquête systématiquement auprès des hôtels de la région. Au motel des Bates, les déclarations contradictoires de Norman le rendent soupçonneux. Le jeune homme lui cachant de toute évidence quelque chose, il lui demande de pouvoir rencontrer sa mère, ce qui lui est vigoureusement refusé.
Après avoir averti Lila, d'une cabine téléphonique, que le comportement de Bates l'intrigue, Arbogast revient sur place en se faufilant jusque dans la maison, pour interroger lui-même la mère. 
L'enquêteur, ne se doutant pas une seconde qu'elle n'est pas disposée à lui parler, monte les escaliers, vers sa chambre. La vieille femme ouvre la porte à la volée, alors qu'Arbogast n'a même pas atteint le palier. Il se fait poignarder à son tour par la vieille meurtrière, sans rien comprendre, sans avoir eu le temps de l'apercevoir. Il dévale les escaliers et s'écrase au sol, mort.
Lila et Sam attendent en vain un nouvel appel du détective et finissent par alerter la police locale. Le shérif Chambers les informe que madame Bates repose au cimetière depuis dix ans pour cause de suicide après avoir empoisonné son amant. Décidés à lever tous ces mystères, ils se présentent au motel de Norman comme clients pour y prendre une chambre. Alors que Sam accapare Norman et détourne son attention, Lila part en inspection dans la maison. Mais la conversation entre les deux jeunes hommes s'envenime, Norman s'impatiente et finit par se rendre compte que cela fait un moment qu'il n'a pas vu la jeune femme. Flairant le danger, il assomme Sam et fonce vers la maison. Lila le voit accourir et se réfugie dans la cave, où elle découvre le cadavre momifié de madame Bates installé sur une chaise. Des cris fusent, une vieille femme surgit dans la cave en brandissant un couteau pour tuer Lila. Sam maîtrise la vieille femme en surgissant à son tour dans la cave et arrache en même temps une perruque et un déguisement de vieille femme, pour découvrir Norman Bates.
Au poste de police, un psychiatre, le docteur Richmond, explique le trouble dissociatif de l'identité de Norman Bates. Ce dernier a tué sa mère et son amant en les empoisonnant 10 ans plus tôt. Il a momifié le corps de sa mère et l'a ensuite traitée comme si elle était toujours vivante au point de la recréer dans une personnalité alternative de son esprit, la rejouant comme aussi jalouse et possessive qu'elle était quand elle était vivante. Quand Norman est attiré par une femme, la personnalité de la mère prend le dessus et il a ainsi tué deux femmes avant Marion. La personnalité de la mère a complètement pris le dessus. Norman est assis dans sa cellule et pense avec la voix de sa mère qu'il va sortir d'ici, que c'est Norman qui a tué la jeune femme. Norman laisse une mouche se promener sur ses mains, pour prouver qu'il ne lui ferait pas de mal, que ce n'était pas elle mais Norman. À quelques kilomètres de là, on extrait du marais la voiture de Marion.

## Fiche technique
- Titre original : Psycho
- Titre français : Psychose
- Réalisation : Alfred Hitchcock, assisté d'Hilton A. Green
- Scénario : Joseph Stefano, adapté du roman éponyme de Robert Bloch, inspiré de faits réels liés au tueur en série Ed Gein
- Direction artistique : Joseph Hurley et Robert Clatworthy
- Décors : George Milo
- Costumes : Helen Colvig
- Photographie : John L. Russell
- Son : Waldon O. Watson et William Russell
- Effets spéciaux : Clarence Champagne
- Montage : George Tomasini
- Musique : Bernard Herrmann
- Générique de début : Saul Bass
- Production : Alfred Hitchcock[2]
- Société de production : Shamley Production Inc.
- Société de distribution : Paramount Pictures
- Budget : 806 947 de USD[3]
- Pays d'origine :  États-Unis
- Langue originale : anglais
- Format : noir et blanc - 1,37:1 Tourné au ratio 1,66:1 et, à la demande du réalisateur, tiré en laboratoire au 1,37:1 pour la diffusion TV et au 1,85:1 pour la diffusion en salle[4],[5] - Mono (Westrex Recording System) - Son 5.1 sur le Blu-ray (2010) du cinquantième anniversaire - 35 mm
- Genres : thriller, horreur, slasher
- Durée : 109 minutes
- Dates de tournage : 30 novembre 1959 au 1er février 1960[6]
- Dates de sortie :
  - États-Unis : 16 juin 1960
  - France : 2 novembre 1960
- Classifications[7],[8] : 
  - États-Unis - MPAA[9] : R (Restricted) (certificat #27578 délivré en 1984)
  - France - CNC[10] : tous publics, art et essai (visa d'exploitation no 23645 délivré le 3 mars 2022)
  - Canada : 13+
- Affiche : Macario Gómez Quibus (États-Unis)

## Distribution

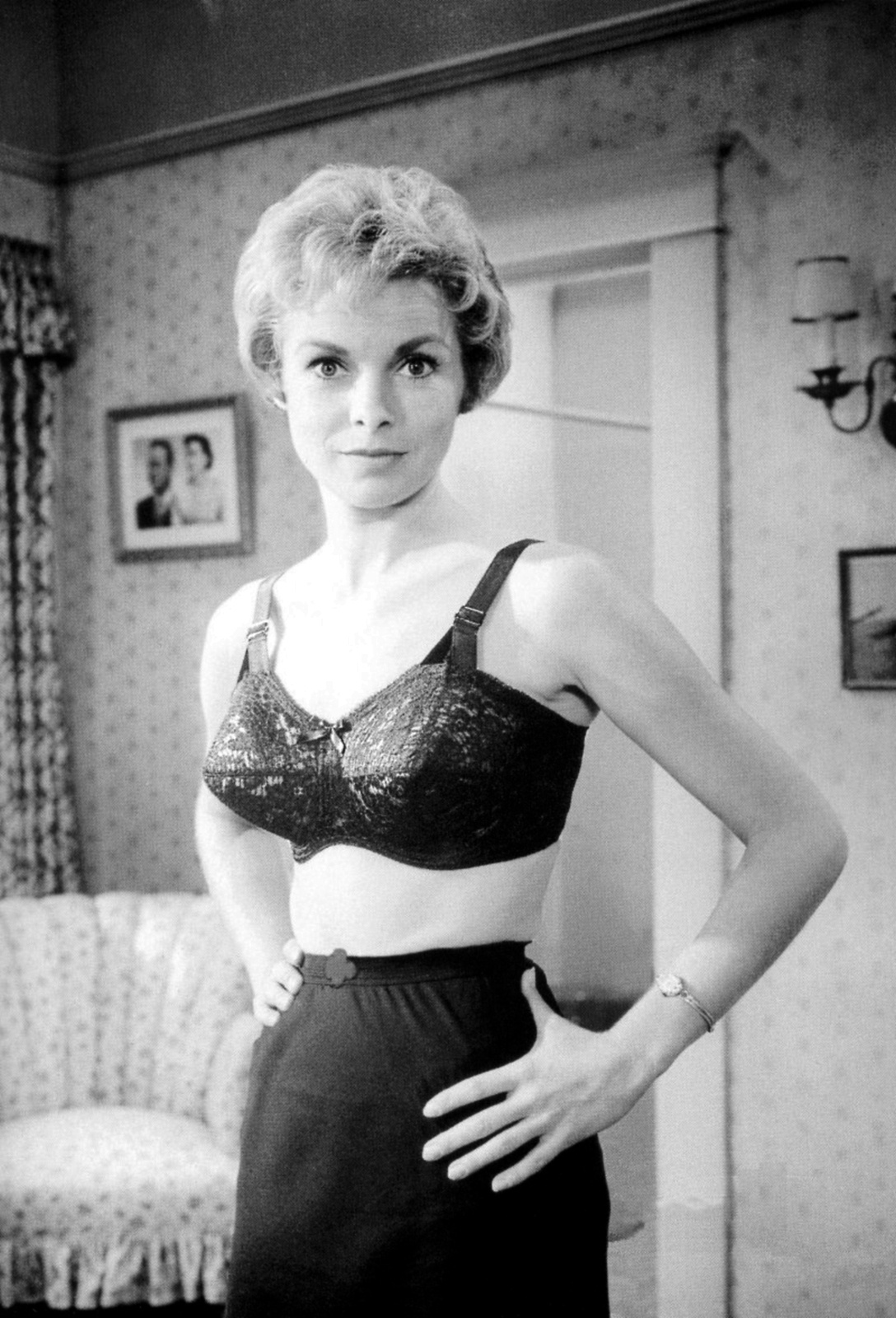
Janet Leigh dans une scène du film.

- Anthony Perkins (VF : Michel François) : Norman Bates
- Janet Leigh (VF : Estelle Gérard) : Marion Crane
- Vera Miles (VF : Anne Carrère) : Lila Crane
- John Gavin (VF : Michel Gudin) : Sam Loomis
- Martin Balsam (VF : Claude Péran) : Détective Milton Arbogast
- John McIntire (VF : Louis Arbessier) : Shériff Chambers
- Simon Oakland (VF : William Sabatier) : Docteur Richmond
- Vaughn Taylor (VF : Maurice Dorléac) : George Lowery
- Frank Albertson (VF : Jean Clarieux) : Tom Cassidy
- Lurene Tuttle (VF : Henriette Marion) : Mme Chambers
- Patricia Hitchcock (VF : Renée Simonot) : Caroline, la secrétaire
- John Anderson (VF : Lucien Bryonne) : Charlie
- Mort Mills (VF : Georges Atlas) : Le policier en patrouille
- Virginia Gregg (VF : Olga Nilza) : Norma Bates (voix, non créditée)
- Alfred Hitchcock : Un piéton dans les rues de Phoenix (caméo, non crédité)
- Marli Renfro (en) : le mannequin qui a doublé Janet Leigh dans la scène de la douche (non créditée)

## Production

### Développement
Durant le tournage de La Mort aux trousses en 1959, Alfred Hitchcock n'a aucune idée de ce que va être son prochain film. À la fin du tournage, au moment de la préparation de la post-production, le réalisateur lit la rubrique « Livres » du New York Times pendant le week-end. Lui et son assistante, Peggy Robertson, voient une excellente critique signée Boucher à propos du livre Psycho de l'Américain Robert Bloch. Le metteur en scène demande à Paramount Pictures un synopsis du livre, mais le studio n'en a point, et les droits du livre s'avèrent disponibles. En partant pour l'Angleterre, il remarque à l'aéroport, sur les rayons d'une boutique, le livre Psycho en bonne place, l'achète et le lit dans l'avion. Depuis Londres, il appelle sa secrétaire pour lui dire : « Je tiens notre prochain sujet, Psycho. » L'agent de la MCA, Ned Brown, prend une option sur les droits à hauteur de 9 000 dollars. Le réalisateur souhaite un film en noir et blanc, parce que la couleur le rendrait trop sanglant, et qu'il coûterait ainsi moins d'un million de dollars, et de plus, l'équipe technique de l'émission Alfred Hitchcock présente est réquisitionnée,,.

### Scénario

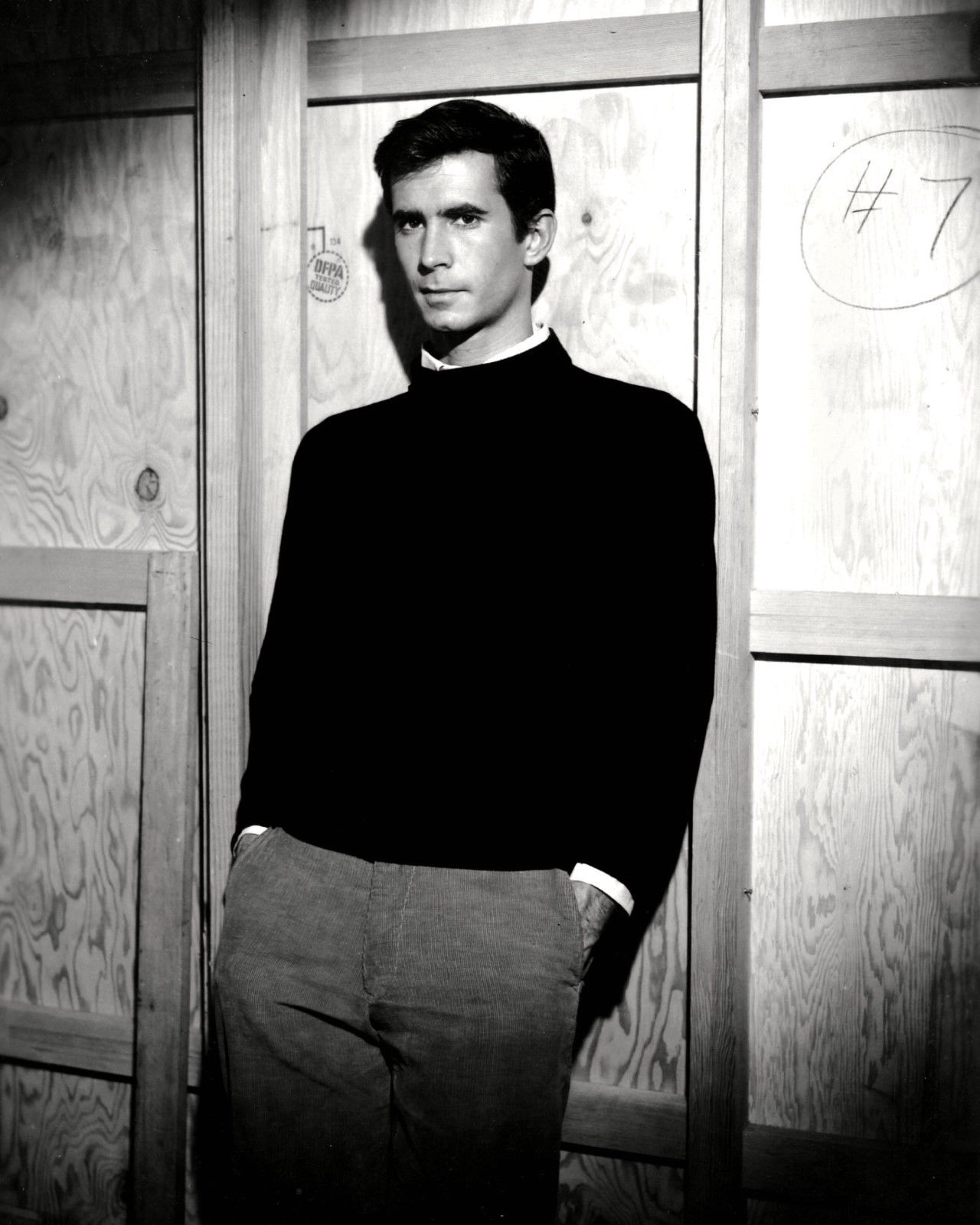
Anthony Perkins, interprète de Norman Bates.

Entre le printemps et l'été 1959, Hitchcock commence à travailler sur sa « petite production ». Muni du livre et des notes du metteur en scène, le scénariste James Cavanagh, qui avait écrit plusieurs épisodes de la série Alfred Hitchcock présente, se met à l'ouvrage et remet en août une première version terminée, dont le réalisateur prend connaissance. « C'était très ennuyeux », selon Peggy Robertson. « Peut-on imaginer un scénario banal fondé sur l'histoire de Psychose ? Il n'y avait rien de spécial. Donc on a décidé qu'il fallait un autre scénariste ».
Il faut donc engager un nouveau scénariste. Hitchcock contacte Ned Brown, son agent, qui lui suggère Joseph Stefano,,. Le jeune scénariste Stefano n'a écrit que deux films avant Psychose (Anna de Brooklyn de Vittorio De Sica ainsi que L'Orchidée noire de Martin Ritt, tous deux sortis en 1958), mais le réalisateur n'en est pas particulièrement impressionné. Ned Brown insiste tout de même et Hitchcock finit par céder. Le scénariste parviendra à le convaincre.
En effet, pour Stefano, la meilleure façon de procéder est de l'intéresser à sa propre vision de l'histoire, tout en apportant une solution au problème de l'intrigue : la mère de ce garçon est morte et il faut garder cette information secrète. Il a l'idée d'introduire Marion, une jolie jeune femme qui a une liaison désastreuse avec un homme qui ne peut l'épouser. De retour au bureau, elle a entre les mains une importante somme d'argent liquide qu'elle décide de voler, dans un moment de folie. Elle prend la route, se perd sous la pluie, tombe sur le motel et y entre. Elle parle au jeune homme qui tient le motel et se rend compte qu'il est pris au piège comme elle et qu'elle doit pouvoir s'en sortir en rendant l'argent. Elle s'y décide, ce qui la soulage, et prend une douche purificatrice. Mais quelqu'un entre et la tue. À ce moment-là, Hitchcock a dit : « On pourrait donner ce rôle à une star. » Stefano est alors définitivement engagé, car Hitchcock aime sa façon d'introduire l'histoire. « Hitchcock appréciait que l'histoire démarre avec Marion, puis qu'on terrifie le public, pour ensuite recentrer l'histoire sur Norman. » Contrairement à son habitude d'embaucher des collaborateurs scénaristes à la semaine, Hitchcock loua les services de Stefano tout au long des trois mois que dura l'écriture et la mise en production. Le point de départ imaginé par Stefano était bon et ses idées ont convaincu le réalisateur. Un scénariste plus expérimenté n'aurait pas eu l'audace d'une telle scène.

### Casting

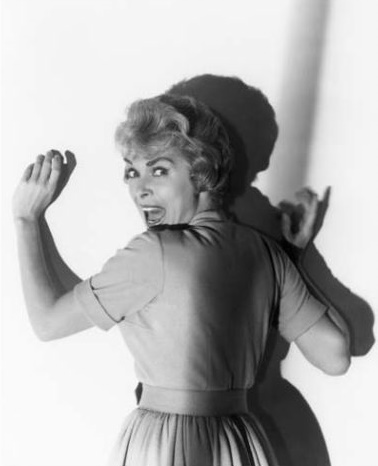
Janet Leigh, interprète de Marion Crane.

Hitchcock aimait le répéter : « À partir du moment où vous faites appel à une star, vous compromettez largement vos intentions légales,. » Pour Psychose, Hitchcock n'avait ni l'intention, ni encore moins les moyens financiers d'engager des célébrités de Hollywood.
Dans le roman de Robert Bloch, Norman Bates est un homme entre deux âges, obèse et alcoolique. Stefano proposa un Norman plus jeune, svelte et vulnérable. Anthony Perkins, alors âgé de 27 ans, aux allures d'idole des jeunes, allait se révéler être l'acteur parfait. De plus, Perkins devait un rôle à la Paramount Pictures et put être embauché pour 40 000 $. L'acteur décrira l'expérience comme le plus grand pari de sa carrière. Pari qui s'avèrera à la fois gagné et perdu. Son interprétation était si brillante qu'elle le « catalogua » et que sa carrière perdit de son élan.
Pour le rôle de Marion Crane, Hitchcock cherchait la plus brillante star que ses moyens lui permettraient d'obtenir. Il savait que plus l'actrice serait connue, plus la disparition précoce de son personnage allait produire d'effet. Et le choix de Janet Leigh allait s'avérer aussi surprenant que celui d'Anthony Perkins. Hitchcock lui envoya le livre de Bloch accompagné d'une note l'informant que le personnage « serait amélioré ». Le réalisateur en profita pour changer le prénom du personnage de Mary en Marion. Leigh fut alors invitée à déjeuner chez Hitchcock, à Bellagio Road. Elle put y découvrir les méthodes de travail du maître. « Il esquissait son plan de travail », se rappellera-t-elle. « Le cadrage et l'image de chaque scène étaient définis à l'avance, et soigneusement planifiés avant même le début du tournage. Il ne pouvait y avoir aucun écart. Son art était absolu, ».
L'amant de Marion, Sam Loomis, est joué par John Gavin, que Stefano avait repéré dans Le Temps d'aimer et le Temps de mourir de Douglas Sirk, et sa sœur Lila Crane par Vera Miles. L'actrice avait déjà joué dans Le Faux Coupable d'Hitchcock. Le réalisateur avait eu l'ambition de la faire devenir une star avec un rôle dans Sueurs froides, auquel elle avait renoncé en raison de sa grossesse d'alors,. John Gavin ne s'entendit pas sur le plateau avec Hitchcock qu'il trouvait « rigide » (stiff).

### Tournage

#### Costumes et décors

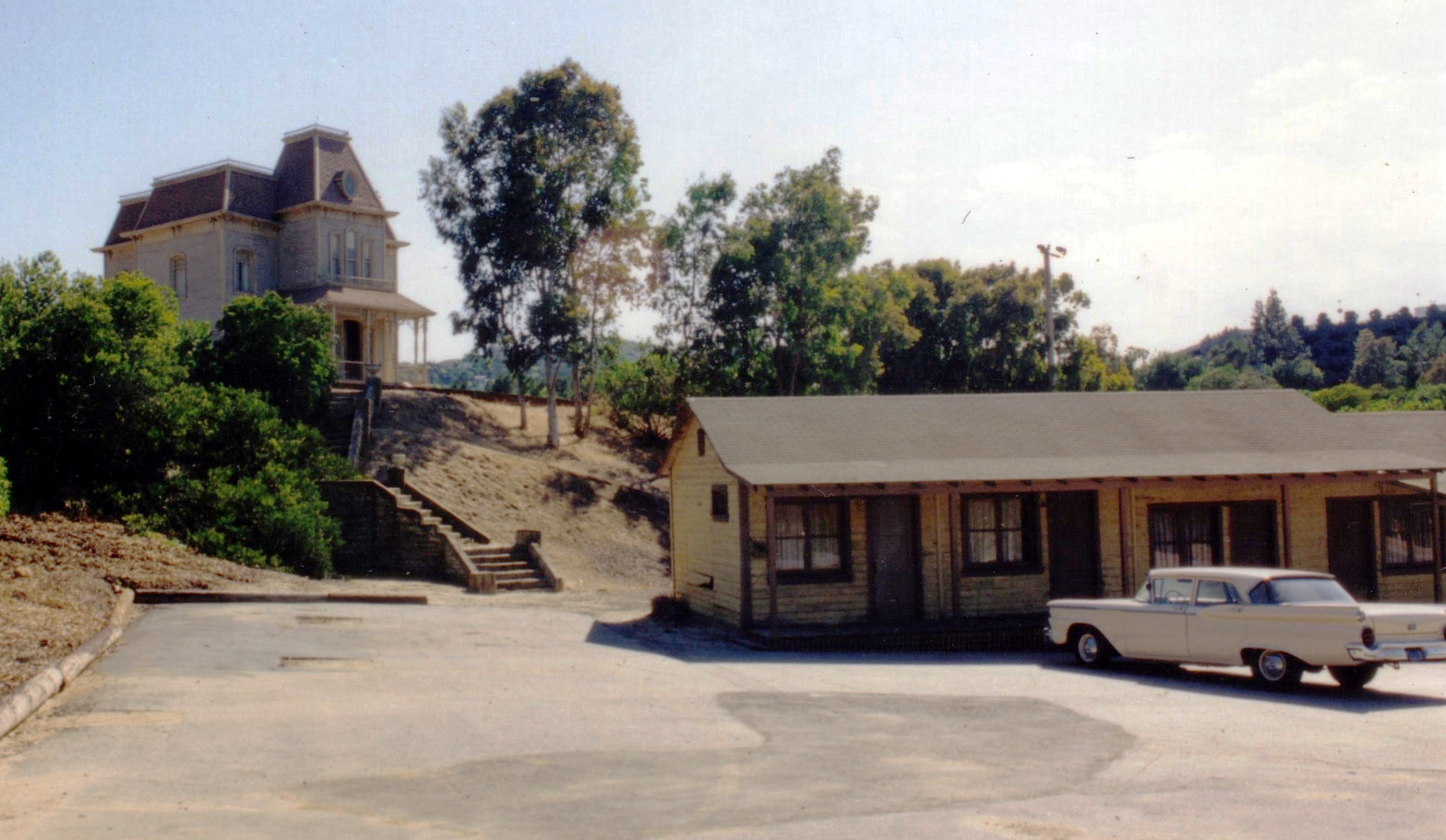
L'hôtel Bates.

Hitchcock avait la mainmise sur tous les aspects du film. Il participa même au choix des costumes, insistant pour que Janet Leigh porte de « la laine de haute qualité. Parce que cela capte si joliment la lumière ». Le réalisateur alla jusqu'à choisir les sous-vêtements de son actrice pour la scène d'ouverture, précisant : « il faut que les sous-vêtements soient identifiables pour un grand nombre de femmes dans le pays ». 
Durant la première semaine de novembre, l'équipe se mit à explorer les terrains des studios Universal Pictures, à la recherche de maisons satisfaisantes. Hitchcock avait une idée bien précise de ce qui allait devenir le « gothique américain ». La maison devait s'inspirer d'un mélange de House by the Railroad, du peintre Edward Hopper, de la maison de la famille Addams dans le dessin animé de Charles Adams ainsi que de celle que l'on voit dans le film Le Chant du Missouri, un film sorti en 1944. Ne trouvant aucune bâtisse répondant à ses désirs, Hitchcock décida de la faire construire, mais son budget étant  limité, seules deux façades furent  effectivement réalisées, le bâtiment — aujourd'hui toujours visible dans les emprises des studios Universal — n'ayant été achevé qu'en 1964 pour les besoins du film Le Mercenaire de minuit de Richard Wilson.
Hitchcock est, comme à son habitude, très méticuleux. Durant la pré-production, il envoya des photographes prendre des vues de Phoenix, de ses habitants, de ses hôtels, de son commissariat, de son concessionnaire de voitures d'occasion et de la route entre Phoenix et Fairvale. Il alla jusqu'à rencontrer des femmes susceptibles de ressembler au personnage de Marion Crane, afin de photographier leur chambre, leurs vêtements et leurs bagages.
Il fallait faire un film doté d'un réalisme auquel le public pourrait réellement adhérer. Hitchcock semblait se nourrir des détails, comme s'il prenait plus de plaisir dans le travail de la pré-production que dans toute autre partie de la réalisation.
Le tournage débute le 30 novembre 1959, et, dès le début, le réalisateur impose un silence strict sur la composition des décors et le sujet du film, demandant à l'équipe de garder un secret absolu. Il supprima même toute présentation du synopsis au public. Mais, il organisa quelques séances photographiques impromptues et, durant tout le tournage, se servit d'un fauteuil de réalisateur au nom de « Madame Bates ».
Lors de la réalisation, Hitchcock était d'un tel sérieux que son autorité fut incontestée. Avec ses manières rigoureuses et classiques, Hitchcock portait invariablement un costume sombre,,. Toute l'équipe de tournage l'imita en s'habillant de la même manière, ce qui allait donner au tournage une atmosphère très « old fashioned,, » (« désuète »).
Ceux qui ne connaissaient pas les méthodes de travail de Hitchcock, le trouvaient fréquemment ennuyé ou distrait sur le tournage. Mais son maintien en retrait tenait au fait qu'ayant tout planifié avec tant de précision (notamment via un storyboard dessiné par lui-même), il ne lui restait plus qu'à regarder le film se faire. Par ailleurs, en travaillant avec des gens qu'il appréciait, Hitchcock pouvait se montrer terriblement drôle,,,.

#### Le tableau hollandais
Le tableau qui ferme le dispositif voyeuriste qu'a imaginé Norman dans son salon pour surveiller Marion Crane est une reproduction d'un tableau hollandais de l'école de Leyde, reprenant le thème de Suzanne et les vieillards, peint en 1731 par Willem van Mieris. Ce tableau possède une histoire très singulière.
On sait en effet, grâce au travail d'inventaire de la Réunion des musées nationaux, que le tableau acheté 220 000 francs le 22 février 1944 à la galerie Rochlitz à Paris par le Ministerialdirektor Rademacher (Ministère des finances, Armed SS Budget) pour le musée de Bonn a été exporté le 16 avril 1944 (inv. 44,224) par Theo Hermsen, expert à Paris très actif pendant les années de guerre. Le tableau a ensuite été restitué à la fin de la Seconde Guerre mondiale dans le cadre de la procédure des Musées nationaux, récupération (numéro d‘inventaire MNR 552) qui a permis le retour des œuvres acheminées en Allemagne, qu'il se soit agi selon la distinction opérée par la Direction générale des patrimoines (Site Rose Valland) d'œuvres réellement spoliées à des particuliers, d'œuvres vendues avec l'apparence de la légalité ou d'œuvres commandées par l'Occupant aux manufactures nationales. Il a enfin été attribué au musée du Louvre par l'Office des biens et intérêts privés en 1950, avant d'être déposé à Perpignan en 1957 (D 57-6-1), puis volé le 21 juillet 1972. Le tableau n'a à ce jour jamais été retrouvé,.

#### La scène de la douche

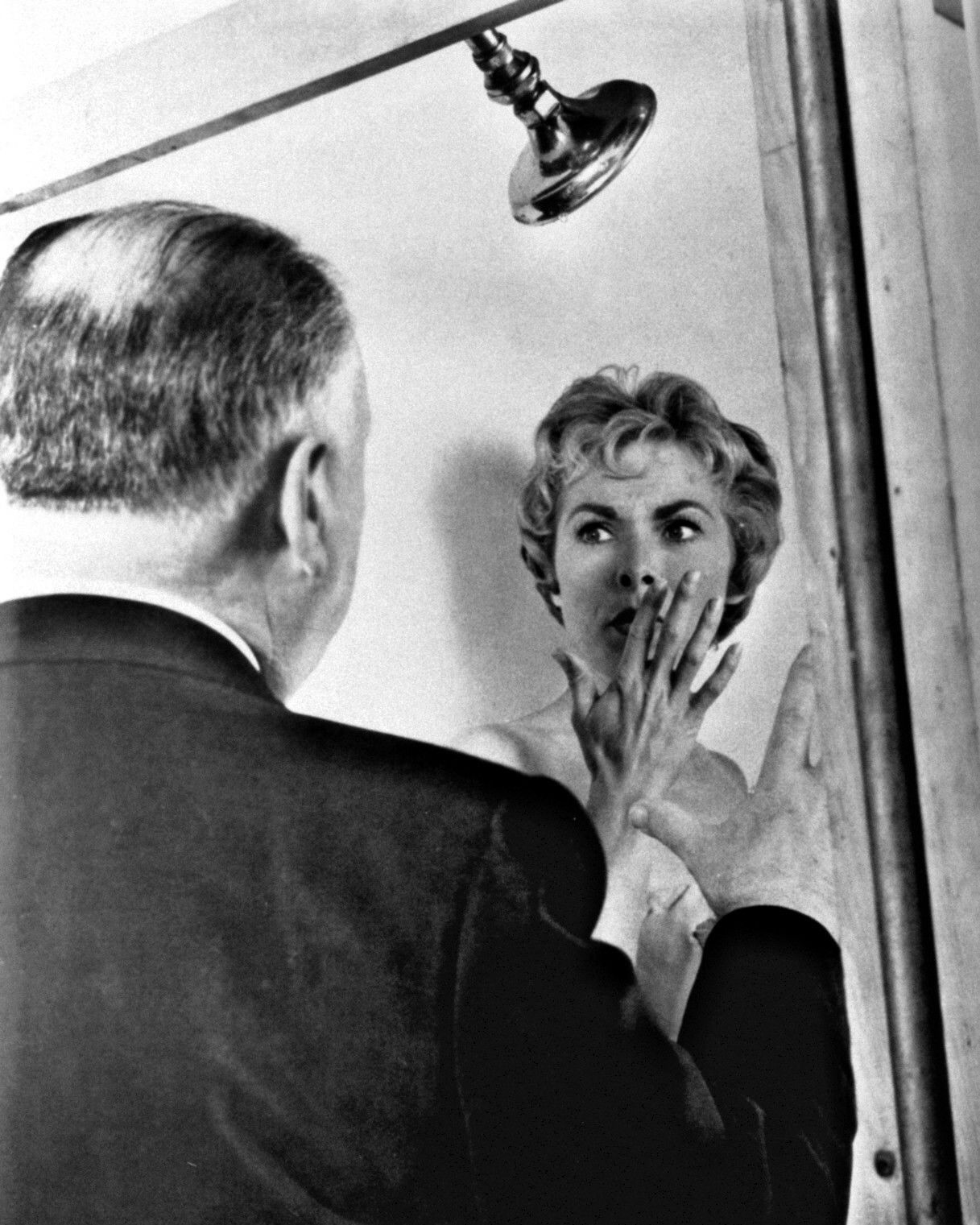
Alfred Hitchcock et Janet Leigh, pendant le tournage.

Le tournage de la mort de Marion Crane se fit en sept jours et 70 prises différentes pour seulement 45 secondes de plans rapidement enchaînés,. Le meurtre de Marion Crane n'était pas seulement une scène pivot pour la cohérence de Psychose ; il allait donner à Hitchcock le rang de maître. Le tournage de cette scène coûta 62 000 dollars.
Hitchcock répétait souvent qu'il dirigeait le tournage avant de diriger son public. L'intention est de souligner le voyeurisme face à cette femme sous la douche ; l'accent est mis sur l'effrayant couteau et le sang qui gicle. La vraie force de Psychose, sa véritable horreur, repose sur la manière dont Hitchcock tue l'émotion du public,.
Le meurtre a été tourné la semaine précédant Noël, ce qui, pour Janet Leigh, ajoutait à la scène une dimension surnaturelle. « Durant la journée, j'étais dans l'angoisse d'être poignardée à mort, et le soir j'emballais les cadeaux de Noël pour les enfants, ».
La scène de la douche, à l'origine, n'était pas découpée en plusieurs plans, comme dans la version finale. Il n'y avait pas de story-board précis. Stefano avait simplement décrit le fait qu'elle entrait dans la douche et que quelqu'un venait la tuer à coups de couteau. Dans le livre, l'héroïne est décapitée. La description du meurtre était suffisamment détaillée pour dissiper le moindre doute concernant la tête de Janet Leigh. « De plus, je doute qu'Hitchcock ait imaginé une chose pareille », se rappelle-t-il. Hitchcock chargea Saul Bass de concevoir un story-board pour la scène.
La scène de la douche fut tournée sur un plateau qui ne faisait pas plus de 15 mètres carrés. « La scène de la douche m'a pris un tiers du temps de tournage. J'ai travaillé trois semaines sur le film et la scène de la douche a pris sept jours complets. Sept jours de tournage, une large part de mon travail », déclare Janet Leigh.
Pour cette scène, le mannequin Marli Renfro (née le 3 avril 1938 à Los Angeles en Californie) fut engagé pour plusieurs raisons,. D'une part, l'équipe devait mesurer le débit d'eau et l'épaisseur du rideau afin de déterminer si l'on pouvait voir l'héroïne nue. Sans avoir une personne nue, il est impossible de savoir quand couper la scène. « Si on ne la voit pas vraiment, on croit voir quelque chose mais c'est faux » selon Leigh.

« La construction de cette scène est très ingénieuse. Car à partir de là, Hitchcock réussit à mettre en scène non plus ce que le spectateur voit réellement, mais ce qu'il croit voir. Il signe ce coup de maître grâce au montage et le public, pris dans l'action se laisse emporter. Chaque coupure est comme un coup de couteau. Le public se prend à croire, finalement, qu'il s'agit d'un coup de couteau, quand ce n'est qu'une coupure. Le mot coupure est d'ailleurs bien choisi, il correspond aux coups de couteau. »

— Janet Leigh, The Making of 'Psycho'
Pour créer le bruit des coups de couteau, l'accessoiriste a utilisé des melons,,,. Hitchcock n'avait pas besoin de regarder. Il savait exactement de quelle variété il s'agissait. Pour le sang, il y eut de nombreux essais avant le tournage. Jack Barron et Bob Dawn, les maquilleurs ont dû mesurer la viscosité du sang. Le film étant en noir et blanc, la couleur importait peu. Mais il fallait la bonne viscosité. Ils ont testé plusieurs composants, comme le sang de cinéma, qui était alors utilisé dans les films en noir et blanc. Ils ont ensuite essayé le ketchup et le coulis de chocolat, qui a été retenu,.
Un des plans de cette scène n'a jamais été utilisé. « C'était pourtant l'un des plans les plus marquants que j'aie jamais vus. Il y avait quelque chose de tragique à voir cette femme somptueuse ainsi inanimée », déclare Stefano. La caméra remonte et on voit la jeune fille allongée sur le sol, les fesses nues. Plusieurs personnes émirent des protestations, et en fin de compte, Hitchcock ne voyait pas l'utilité de ce plan.
Le plan le plus techniquement difficile est celui du gros plan sur l'œil de Janet Leigh, où la caméra s'éloigne lentement. À l'époque, la mise au point automatique n'existait pas. Quand la caméra s'éloignait, il fallait faire le point à la main, tout au long, ce qui était très difficile. Le plus dur pour l'actrice était de garder un regard vitreux, de rester sans ciller. « En plus, l'eau me coulait dessus, et les gouttes d'eau me chatouillaient ! C'était un vrai calvaire. Comme une démangeaison qu'on ne peut soulager », déclare-t-elle.
Anthony Perkins était à New York au moment du tournage de cette scène. Virginia Gregg le remplaça pour le rôle de la mère. Elle l'interprétera d'ailleurs dans les suites de Psychose.

#### La mort d'Arbogast
En tant que seule autre séquence particulièrement violente du film, elle devait être réalisée avec un maximum d'impact. Mais il était également crucial de ne pas dévoiler l'identité de l'agresseur. De subtiles prises de vue allaient permettre d'atteindre ces deux objectifs. Hitchcock tricha aussi légèrement. Pour le rôle de la mère, il fit également appel à Mitzi Koestner et devait renforcer la confusion sur l'identité de Mme Bates. L'objectif était de causer un choc maximum, tout en laissant planer le doute sur l'identité du meurtrier. Pour obtenir cet effet, la scène est en partie filmée d'un point de vue très haut placé, en plongée sur Arbogast et son agresseur. Cette technique occultait les caractéristiques du tueur sans laisser penser au public que c'était là l'intention du réalisateur. Pour parfaire la séquence de la chute, Hitchcock installa la caméra sur des rails de travelling et filma l'escalier en descendant. Arbogast n'avait plus qu'à être filmé assis devant un écran transparent, agitant les bras pour signifier la perte d'équilibre. La vue de l'escalier était alors diffusée sur l'écran et les deux images combinées pour créer l'effet voulu. Hitchcock expliqua en 1966 sa méthode de tournage à François Truffaut :

« J'ai d'abord filmé avec la Dolly la descente d'escalier sans le personnage. Ensuite, j'ai installé Arbogast sur une chaise spéciale et il était donc assis devant l'écran de transparence sur lequel on projetait la descente de l'escalier. Alors on secouait la chaise et Arbogast n'avait qu'à faire quelques gestes pour battre l'air avec ses bras »

— Alfred Hitchcock, Hitchcock/Truffaut
Une fois qu'Arbogast eut rejoint le marécage servant de tombe à Marion Crane, le film allait rapidement atteindre son dénouement. Sam et Lila se rendent alors au Bates Motel, déterminés à découvrir la vérité. Durant la joute verbale qui oppose Sam et Norman dans le bureau, Lila suit le chemin d'Arbogast et pénètre dans la demeure interdite. Le public s'attend alors à une nouvelle attaque. Et lorsque Norman finit par assommer Sam à l'aide d'un vase pour courir vers la maison, on croit encore que c'est pour sauver Lila — pas pour l'agresser.

#### Rencontre avec la mère

Vera Miles, John Gavin et Janet Leigh posant pour une photo promotionnelle.

Quand Lila finit par descendre dans la cave et se retrouve nez à nez avec le cadavre, le choc est immense. Au moment où l'identité du tueur se précise dans l'esprit du public, les violons se remettent à geindre et la folie de Norman Bates est enfin dévoilée.
L'apparition finale de la mère est un témoignage du génie hitchcockien. Ce n'en fut pas moins une gageure à réaliser, car il fallut installer un mécanisme sous la chaise de la mère. L'accessoiriste devait s'allonger pour faire tourner les roues à l'envers afin que l'on découvre la mère au moment crucial. Cela prit quelques longues soirées de répétition, car il n'y en avait aucune durant le tournage. 

« M. Hitchcock avait un grand sens de l'humour, il était très malicieux. Il aimait blaguer et jouer des tours aux gens, c'était parfois salace… Je lui ai souvent servi de cobaye à cet égard. En revenant de déjeuner, j'allais me changer dans ma loge, me faire maquiller et me préparer pour la suite du tournage. Et là, en me retournant, je découvrais l'horrible visage de la mère ! Comme je le dis souvent pour plaisanter : « Je pense qu'il a choisi la mère en fonction des cris que je poussais ». Elle était à chaque fois différente et il a choisi celle qui m'a arraché le cri le plus horrible. »

— Janet Leigh, The Making of Psycho
La scène — et le cadavre — prenaient vie grâce au jeu d'ombre et de lumière sur les orbites décharnées, produit par le balancement de l'ampoule bousculée par Lila terrorisée. Hitchcock hésitait sur la fin. Il se demandait si le film devait se terminer là, ou comporter une scène supplémentaire qui donnerait l'explication complète. Sur les conseils de Stefano, il choisit l'explication pour le public. Il demanda à Simon Oakland de jouer le Dr Richman, un psychiatre, qui, avec dextérité, dresse un fulgurant portrait de la psychose de Norman Bates. Aujourd'hui, cette scène est considérée comme trop longue, parfois ennuyeuse. C'est pour cette raison que Joseph Stefano la raccourcit pour le remake.
À la fin de l'intervention du psychiatre, la caméra nous transporte dans la cellule où se trouve Norman, enroulé dans une couverture. L'expression du visage de l'acteur rend parfaitement les tourments maladifs du personnage. Alors que la caméra s'attarde une dernière fois sur son regard brillant, la voix de la mère se fait entendre, pleine de réprimandes et de méchanceté. Son esprit n'abrite plus « deux personnalités ». Norman a disparu. Seule reste la mère. Sur la dernière image, Hitchcock superpose le visage de Norman au crâne de sa mère, l'effet obtenu effrayant une dernière fois le spectateur.

#### Bruitage
Au regard du scénario de Psychose, Hitchcock pensait utiliser une bande sonore minimaliste ; une méthode qu'il allait mener à bien sur son film suivant, Les Oiseaux. Surtout, le réalisateur ne voulait pas de musique pour la scène de la douche,,.
Mais le compositeur Bernard Herrmann, qui avait travaillé sur les cinq films précédents d'Hitchcock, suivit sa propre inspiration et écrivit une partition pour un ensemble à cordes. Jamais auparavant une musique de film n'avait été composée seulement de cordes. Avec les sons stridents des violons et violoncelles, il réussit à rendre l'ambiance douloureuse et détraquée qui annonce les terribles meurtres du Bates Motel. Hitchcock s'en montra si satisfait qu'il doubla le salaire d'Herrmann,,.
Après avoir écouté une première fois, Hitchcock était très enthousiaste. Seulement, il suggéra à Herrmann, au moment où Vera Miles descend dans la cave et voit la momie de la mère, de répéter « ce merveilleux thème de la douche avec les violons ». Le compositeur approuva totalement Hitchcock.

#### Générique d'ouverture
Comme pour La Mort aux trousses, la conception graphique du générique qui ouvre le film est confiée à Saul Bass. Les noms des acteurs et techniciens du film y apparaissent coupés en deux, le haut et le bas se rejoignant au milieu de l'écran, avec une courbure au milieu. Il est possible d'interpréter cette courbure comme une indication du dédoublement de personnalité du personnage de Norman Bates qu'on découvrira dans le film.

### Les grands thèmes
Psychose a beau être un film à petit budget, il n'en est pas moins, selon les critiques, riche en idées et thématiques. Certains théoriciens[Qui ?] y voient même le coup d'envoi du cinéma d'horreur moderne. Les oiseaux apparaissent à plusieurs reprises, depuis les grues des vues de Phoenix et le nom de Marion (Crane, en anglais, signifie grue), jusqu'aux oiseaux que Norman aime à empailler. Ce thème trouvera son apogée dans le film suivant d'Hitchcock, Les Oiseaux. D'autres motifs sont récurrents, comme l'opposition du noir et du blanc, qui évoque l'antinomie des contraires, ou la juxtaposition des verticales et horizontales, notamment dans le contraste entre la maison et le motel de Bates.
- Les miroirs sont fréquemment utilisés pour évoquer la dualité de la vie : bien et mal, noir et blanc, Norman et sa mère[6],[26].
- Avant de commettre son vol, Marion porte un sac et des dessous de couleur blanche. Après cela, sac et sous-vêtements sont noirs[6],[26].
- Des vues de Phoenix avec ses grues aux stores de l'hôtel, les rapprochements entre verticales et horizontales abondent[6].

#### Le caméo d'Hitchcock
À l'époque où Alfred Hitchcock réalise Psychose, son apparition dans ses films est incontournable. On le voit ici attendant devant l'agence immobilière, coiffé d'un chapeau mou clair. Ce qui lui permet non seulement de se montrer dès le début du film (à la 7e minute, soit précisément à 6 min 18 s), mais aussi de figurer dans la même scène que sa fille, Patricia Hitchcock, qui interprète Caroline, la collègue de Janet Leigh.

« La seule fois où Hitchcock a mentionné son apparition c'était au début de notre collaboration sur le film, quand il a dit : « Joseph, vous devez savoir que j'apparais toujours dans mes films. » J'ai répondu : « Oui, j'ai remarqué. » Alors, il m'a dit : « Je vais devoir le faire au début pour ce film. » Il avait complètement raison, parce qu'après la scène du meurtre, voir Hitchcock à l'écran aurait causé une interruption désastreuse. »

— Joseph Stefano, The Making of Psycho

## Accueil du film

### Censure
Le film devait être soumis au Code Hays, un règlement lié à la censure. Hitchcock demanda à Luigi Luraschi, intermédiaire entre le studio et les censeurs, de regarder le film pour déceler les problèmes. Immédiatement après le premier montage, une projection fut organisée avec Hitchcock, Luraschi, George Tomasini, le monteur, son assistant et Peggy Robertson, dans la salle de projection d'Universal Pictures.

« Dès le début, Luigi s’est mis à rire en voyant Hitchcock qui apparaît au tout début du film. Puis nous avons continué jusqu’à la séquence de la douche. Nous regardions tous placidement, et là Luigi a crié : « Arrêtez ! Mon Dieu ! » Et Hitchcock a répondu :
— Qu’y a-t-il, Luigi ?

— J’ai aperçu un sein.

— Non, c’est vous qui avez dû l’imaginer.

— Bon, repassons la scène.

Nous la repassons.

— Eh bien Luigi, avez-vous vu un sein ?

— Non, mais on va avoir des problèmes avec cette scène.
Nous en avons parlé… Et non. Nous lui avons expliqué qu’il n’avait pas vu de sein, que cette scène était un vrai petit bijou, et Luigi l’a emmenée au bureau de la censure. Eh oui, nous avons eu des problèmes. Ils n’ont pas apprécié de voir Janet en sous-vêtements en plus d’autres détails que nous avons arrangés par la suite. »

— Peggy Robertson, The Making of 'Psycho'
À l'époque du tournage, en 1959, on ne pouvait pas montrer de nudité aux États-Unis. Hitchcock ne demanda jamais à Janet Leigh de se déshabiller, vu que cela aurait été censuré. Le problème était de trouver un moyen de suggérer la nudité. Leigh et Rita Riggs, la costumière, épluchèrent des magazines de strip-tease qui montraient plein de costumes, mais aucun ne convenait, car ils avaient tous des pompons, et il en fallait un très simple.
En tant que décoratrice, Rita Riggs devait imaginer la scène et vérifier quels détails étaient visibles à l'image. Elle eut soudain l'idée de la moleskine, utilisée pour les ampoules,.

### Promotion
Un jour après le tournage, Hitchcock déclara « Les gens qui arriveront après le début du film vont se demander où est Janet. Ils vont l'attendre, alors qu'elle sera déjà morte sans qu'ils le sachent,. » Il se demanda alors que faire puis une idée lui est venue. « Il faut interdire l'entrée dans la salle aux gens qui sont en retard. Si on le fait dès le début, les spectateurs comprendront. » Il réussit à convaincre les publicitaires de la Paramount Pictures, et à partir de là, tout s'est déclenché. Le film a bien marché grâce à l'aide des cinémas,. À l'entrée de la plupart des grandes salles figurait une pancarte où était inscrit, sous l'effigie d'Hitchcock :

« Personne, absolument personne, ne sera admis dans le cinéma après le début d'une séance de Psychose. Ne vous attendez pas à être admis après le début du film. Personne, absolument personne, ne sera admis pas même le frère du directeur, le président des États-Unis ou la reine d'Angleterre (Dieu la bénisse) ! »

Des journalistes new-yorkais se sont dit : « On va les avoir. On va prouver que ce n'est qu'un coup publicitaire. » Ils ont trouvé une femme enceinte et lui ont fait répéter un rôle, accompagnée de son pseudo-mari. Ce dernier est arrivé et a dit : « Ma femme est enceinte, mais elle veut voir Psychose. Laissez-nous entrer, le film a commencé s'il vous plaît. » Le directeur a répondu : « Félicitations pour cet heureux événement. Mais nous ne pouvons pas vous laisser pénétrer dans la salle. Votre épouse peut s'asseoir confortablement dans mon bureau jusqu'à la prochaine séance. Mais vous ne pouvez pas entrer maintenant. »

### Critiques
En Europe, le film fut très bien accueilli aussi bien par la critique que le public.
En revanche, Psychose n'a pas été bien accueilli par la critique aux États-Unis,. Selon la plupart des critiques américains, il n'était pas à la hauteur de La Mort aux trousses, de La Main au collet, de Sueurs froides et des autres films d'Hitchcock. La raison probable de ces réactions, est que les journalistes n'ont pas apprécié d'avoir découvert le film au cinéma. Ils auraient préféré le voir en projection privée, seuls ou avec leurs secrétaires. Hitchcock avait refusé toute avant-première. Selon Stefano, les mauvaises critiques sont dues au fait que les critiques ont dû voir le film le jour de sa sortie, en même temps que tout le monde.
Hitchcock était toujours déçu quand son travail était mal reçu car il y consacrait beaucoup de temps. « Peut-être avait-il été un peu trop gâté auparavant, avec tous les éloges qu'il avait reçus pour Rebecca et Soupçons, entre autres. Ça l'ennuyait probablement. » selon sa fille Patricia.
Bosley Crowther, du New York Times, a trouvé le film affreux mais l'a plus tard compté parmi les dix meilleurs films de l'année,. Le public, lui, semblait l'aimer. Pour Hitchcock, c'est l'avis du public qui comptait par-dessus tout.

« Pour Psychose, il m'a envoyé faire le tour des cinémas pour voir un peu ce que le public aimait ou n'aimait pas, quelle était sa réaction à la sortie des salles. Les spectateurs réagissaient toujours de la même façon, ils riaient d'effroi, comme après un tour de montagnes russes. Il a commenté par un : « Ah ! » Dans tous les cinémas où nous sommes allés, le public avait l'air d'avoir follement apprécié. Les gens avaient tous passé une bonne soirée. Et c'était ça le plus important, que le public aime. »

— Peggy Robertson, The Making of Psycho
Le film est, aujourd'hui, toujours considéré comme un chef-d'œuvre et comme l'un des meilleurs films du maître,,.
Psychose est classé, par l'American Film Institute, 18e sur les cent meilleurs films américains de l'histoire du septième art, et 1er sur les cent meilleurs thrillers. Le personnage de Norman Bates a été classé 2e plus grand méchant juste derrière Hannibal Lecter. Sur les 25 meilleures musiques, celle de Bernard Herrmann a été classée 4e, et la citation de Bates « La meilleure amie d'un garçon est sa mère » est placée à la 56e place des cent meilleurs répliques du cinéma américain.

### Box-office
Psychose sort en salles aux États-Unis le 16 juin 1960. Dans un article du New York Times publié en juillet 1966, Hitchcock a déclaré que le film, qui n'avait coûté que 810 000 $, en a rapporté 15 millions $ à cette époque. Selon le magazine Variety en novembre 1960, Psychose a rapporté un peu plus de 7 millions de $ et ajoute que la part du revenu brut revenant à Hitchcock atteindrait finalement environ six millions de dollars après les débuts du film dans les salles. Il est devenu le deuxième film en noir et blanc le plus rentable de l'histoire d'Hollywood en 1961 après Naissance d'une nation de D. W. Griffith. Au fil des ressorties en salles du long-métrage entre 1965 et les années 1990, Psychose a engrangé un bénéfice de 32 000 000 $ sur le territoire américain, soit un taux de rentabilité de 4 000 % par rapport à son budget, devenant ainsi l'un des films les plus rentables de l'histoire sous le rapport coût/bénéfice. Il s'agit également d'un des plus grands succès commerciaux de la carrière d'Alfred Hitchcock avec Fenêtre sur cour (36,8 millions $, dont 26,1 millions $ en 1954).
En France, Psychose sort en salles le 2 novembre 1960, près de cinq mois après la sortie américaine. Diffusé dans six salles la semaine de sa sortie, le long-métrage entre à la dixième place du box-office avec 73 004 entrées, mais s'effondre la semaine suivante avec 53 528 entrées dans 4 salles, le reléguant en vingt-quatrième place du box-office hebdomadaire, pour un cumul de 126 332 entrées en deux semaines. Deux semaines plus tard, Psychose est diffusé dans douze salles en France et enregistre 60 063 entrées, son meilleur score depuis la première semaine, permettant au film de totaliser 241 004 entrées. Il dépasse son score de la semaine précédente avec 71 088 entrées début décembre 1960 avec 312 092 entrées en un mois. Le 14 décembre 1960, Psychose atteint le seuil des treize salles avec 45 228 entrées enregistrée durant cette période et la semaine qui suit, lui permettant de passer le cap des 400 000 entrées, avant de quitter le top 30 hebdomadaire lors des fêtes de Noël. Néanmoins, il fait son retour la semaine du 27 décembre 1960, enregistrant 55 703 entrées dans dix salles (463 978 entrées depuis sa sortie française).
Il atteindra le top 5 hebdomadaire qu'à partir du 4 janvier 1961 avec 86 531 entrées dans vingt salles, soit le meilleur score enregistrée depuis sa sortie et un total de 550 509 entrées. Psychose parvient même à faire augmenter son parc de salles et a atteindre la deuxième place du box-office la semaine suivante, dépassant son score de la semaine précédente (105 046 entrées) et atteignant les 655 000 entrées durant ses deux mois d'exploitation. Sa carrière dans les salles français fluctuent au fil des semaines suivantes, quittant à nouveau le top 30 après la semaine du 15 février 1961, durant laquelle il a atteint les 957 000 entrées. Son bref retour dans le classement la semaine du 8 mars 1961 lui permet d'atteindre le million d'entrées, avant de revenir encore brièvement deux mois plus tard avec 1,2 million d'entrées. Durant sa première exploitation, Psychose a totalisé 1 465 640 entrées, le hissant en 42e place du box-office annuel français. Avec les reprises en salles entre 1970 et 2006, Psychose enregistre un total de 2 076 424 entrées toute exploitation en août 2010.

## Distinctions
| Année | Cérémonie                  | Prix                                                                                   | Lauréat                                     |
| ----- | -------------------------- | -------------------------------------------------------------------------------------- | ------------------------------------------- |
| 1961  | Oscars                     | Nomination à l'Oscar de la meilleure actrice dans un second rôle                       | Janet Leigh                                 |
| 1961  | Oscars                     | Nomination à l'Oscar de la meilleure direction artistique pour un film en Noir & Blanc | Joseph Hurley Robert Clatworthy George Milo |
| 1961  | Oscars                     | Nomination à l'Oscar de la meilleure photographie                                      | John L. Russell                             |
| 1961  | Oscars                     | Nomination à l'Oscar du meilleur réalisateur                                           | Alfred Hitchcock                            |
| 1961  | Golden Globe Award         | Golden Globe de la meilleure actrice dans un second rôle                               | Janet Leigh                                 |
| 1961  | Directors Guild of America | Nomination au DGA Award                                                                | Alfred Hitchcock                            |
| 1961  | Prix Edgar-Allan-Poe       | Edgar                                                                                  | Robert Bloch Joseph Stefano                 |
| 1961  | Writers Guild of America   | WGA Award (Screen)                                                                     | Joseph Stefano                              |

## Au-delà du film

### Suite et remakes
Les œuvres filmiques relatives à Psychose sont composées de quatre films, d'un téléfilm et d'un remake. Selon plusieurs critiques, ces longs métrages sont considérés comme inférieurs à l'original,.
- Vingt-deux ans après Psychose, la mode des suites commençant à prendre de l'ampleur, Universal Pictures met en chantier Psychose 2 (Psycho II) réalisé par Richard Franklin. Anthony Perkins reprend le rôle de Norman Bates et Vera Miles celui de la sœur de Marion, cette fois-ci mariée à Sam, Lila Loomis. Norman Bates est déclaré guéri et retourne au Bates Motel, mais Lila y est fortement opposée. Le film est un succès, remportant 32 millions de dollars pour un budget de 5 millions de dollars[96].

- Le public ayant répondu favorablement, Universal Pictures lance Psychose 3, quatre ans après la première suite, et réussit à convaincre Anthony Perkins de diriger et de reprendre son rôle. Toujours dans son motel, Norman Bates semble redevenu normal et tente d'aider une jeune femme assez troublée, mais l'ombre de sa mère plane encore. Le film est un désastre commercial et engrange 14 481 606 dollars seulement[97].

- L'année suivante, en 1987, un téléfilm intitulé Bates Motel est réalisé par Richard Rothstein, dans lequel Bud Cort interprète un compagnon de cellule de Norman Bates, héritier du motel. Anthony Perkins ayant décliné la proposition, Norman est cette fois-ci incarné fugitivement par Kurt Paul, le cascadeur qui le doublait dans les deux précédents films, Psychose 2 et Psychose 3. Ce film était censé être le pilote d'une série qui ne fut pas tournée[98].

- Trois ans plus tard, Universal Pictures fait appel à Joseph Stefano pour écrire un quatrième volet, le préquelle Psychose 4 (Psycho IV: The Beginning), téléfilm réalisé par Mick Garris, où Anthony Perkins reprend son rôle aux côtés de Henry Thomas (qui interprète Norman adolescent)[99].

- En 1998, le film fait l'objet d'un remake : Psycho signé Gus Van Sant. Les rôles tenus par Anthony Perkins, Janet Leigh, Vera Miles et John Gavin sont repris respectivement par Vince Vaughn, Anne Heche, Julianne Moore et Viggo Mortensen. Le film reprend l'original plan par plan. La seule différence majeure est l'ajout de la couleur. Le réalisateur respecta les erreurs commises par Alfred Hitchcock, le caméo du cinéaste en apparaissant à sa place. Les différences tiennent à la prise de vue de la scène d'ouverture, l'évocation d'une masturbation de Norman Bates lorsque celui-ci observe Marion Crane à travers la cloison de son bureau, la suppression de la scène à la sortie de l'église durant laquelle le shérif laissait entendre à Sam qu'il avait été victime d'une hallucination, le diagnostic écourté du psychologue à la fin du film ou encore le changement de couleur du soutien-gorge de Marion Crane, qui de noir passe à vert, la couleur de la trahison. Gus Van Sant aurait souhaité utiliser le storyboard original, mais celui-ci était introuvable dans les archives d'Universal Pictures[100]. Le film sera un échec commercial, rapportant seulement 21 456 130 dollars pour un budget de 20 millions de dollars[101].

- Entre 2013 et 2017, une série télévisée intitulée Bates Motel[102] est diffusée sur la chaîne câblée américaine A&E Network. Dans ces quatre premières saisons, la série est une préquelle contemporaine du roman de Robert Bloch mais elle intègre également quelques éléments du film. Dans sa cinquième et dernière saison, elle ré-adapte librement l'histoire du roman et du film. Norman Bates est interprété par Freddie Highmore et Norma par Vera Farmiga[103].

### Culture populaire
Psychose est devenu un film mythique et sans doute l'un des plus célèbres de son auteur. La scène de la douche a souvent été parodiée.
- Dans l'épisode 16 de la 4e saison de Psych : Enquêteur malgré lui, Shawn et toute l'équipe du FBI de Santa-Barbara sont à la recherche de Ying, le second tueur qui était en duo avec Yang, le tueur qu'ils ont recherché durant l'épisode 16 de la saison 3.
- Dans l'épisode Le Don incroyable de Cartman de South Park, le meurtrier apparaît devant Kyle avec une poupée représentant sa mère ; il lui parle et fais les réponses comme si sa mère était vivante tout comme Norman Bates.
- Dans l'épisode City sushi de South Park, la fin de l'épisode parodie celle de Psychose. Le prisonnier souffre d'un dédoublement de la personnalité, il va alors demander une couverture car il a froid, le policier la lui apporte. La caméra se rapproche d'une manière identique au film d'Hitchcock. De même, les mouvements d'yeux du prisonnier sont similaires à ceux d'Anthony Perkins.
- Dans l'épisode Tous à la manif des Simpson[104], Maggie Simpson prend un marteau et assomme Homer, qui en s'effondrant, renverse un pot de peinture rouge qui s'écoule dans la canalisation. La musique de Bernard Herrmann est audible à ce moment-là. Homer affirme ensuite que Maggie a un regard de folle lorsqu'elle tente derechef de s'en prendre à lui. Dans un autre épisode des Simpson, le principal Seymour Skinner se dit observé par sa mère depuis sa maison. Dans l'épisode Aux frontières du réel, Homer est effrayé par la musique du film jouée par l'orchestre de Springfield qui descend du bus.
- Dans l'épisode de la saison 6 de la série Monk, intitulé Monk et le tueur de Julie, le célèbre détective joué par Tony Shalhoub se retrouve confronté à un personnage empaillé installé sur un rocking chair qui évoque terriblement la mère de Norman Bates.
- John Carpenter rend un hommage au film, dans le classique La Nuit des masques. Le meurtrier Michael Myers est poursuivi par le docteur Sam Loomis, même nom que celui de John Gavin, l'amant de Janet Leigh. L'héroïne de ce thriller de 1978, n'est autre que la fille de cette dernière, Jamie Lee Curtis, qui devait, initialement jouer dans Psychose 2. Le couteau de cuisine de Myers est également une référence à Psychose. Dans Halloween 20 ans après, il revient, d'autres clins d'œil très nombreux sont faits au film. Janet Leigh interprète dans ce film, la secrétaire de sa fille, Jamie Lee. Les plans où Leigh conduit sa voiture sont les mêmes dans les deux films, et un extrait de musique est similaire. Jamie Lee rendra une seconde fois hommage au film et à sa mère dans le huitième épisode de la première saison de la série télévisée Scream Queens en 2015 dans lequel elle rejoue la célèbre scène de la douche. Néanmoins, son personnage connaît un meilleur destin que celui de sa mère, réussissant à contrer l'attaque du tueur avant de répliquer : « J'ai vu ce film cinquante fois[105]. »
- Le réalisateur Brian De Palma, souvent décrit comme le successeur d'Hitchcock, utilisa la musique de Bernard Herrmann pour ses films Sœurs de sang et Obsession. Pulsions, est un hommage à Hitchcock, l'intrigue étant fortement inspirée de Psychose, l'héroïne mourant au début du film. Dans le film Phantom of the Paradise, on peut aussi voir une parodie de la scène de la douche, quand Beef se fait attaquer par Winslow avec une ventouse.
- Le thème musical du film Re-Animator, réalisé par Stuart Gordon et sorti en 1985, est une adaptation de celui de Psychose.
- Tim Burton, pour sa part, rendit également hommage à Psychose à travers Charlie et la Chocolaterie (2005). Lors de la séquence dans le studio de télévision installé à l'intérieur de l'usine de Willy Wonka, un téléviseur diffuse de courts extraits de la scène du meurtre de Janet Leigh sous la douche (notamment un plan où s'abat à plusieurs reprises le couteau de Norman Bates).
- Disney rend hommage à Norman Bates dans Le Retour de Jafar : lors d'une scène, Jafar prend brièvement l'apparence de la mère de Norman, rejouant ainsi la scène où le cadavre de Mme Bates est découvert par Lila.
- Dans la série télévisée K2000 avec David Hasselhoff, l'épisode intitulé Bal costumé fait clairement référence à Psychose avec des clins d'œils multiples.
- Dans l'épisode 13 de la saison 8 de la série Arabesque, Jessica Fletcher (Angela Lansbury) se rend aux studios Universal et visite la maison des Bates, où un meurtre a été commis. En zappant à la télévision, elle tombe sur un extrait du film.
- L'accessoire original représentant la tête momifiée de Mme Bates est visible dans l'exposition permanente de la Cinémathèque française à Paris. Alfred Hitchcock en avait fait don à la prestigieuse institution en 1961.
- La maison et le motel Bates font partie de la visite des Studios Universal à Hollywood[106].
- En 2013, le film Hitchcock de Sacha Gervasi revient sur le tournage du film et notamment sur les relations entre Alfred Hitchcock, interprété par Anthony Hopkins, et sa femme Alma Reville, incarnée par l'actrice Helen Mirren.
- Dans l'épisode Le Gang des Loupiots des Nouvelles Aventures de Lucky Luke, Lucky Luke fait un arrêt au Norman Bate's Hotel où Norman est obsédé par les cafards qu'il chasse avec son couteau. Il entend également la voix de sa mère dans sa tête lui demandant d'obéir à ses ordres.
- Dans le film Les Looney Tunes passent à l'action, Bugs Bunny parodie le meurtre de Janet Leigh.
- Dans le film Arrête ou ma mère va tirer !, quelqu'un décrit le personnage de Sylvester Stallone et sa mère en disant « Tiens, Norman Bates et sa mère. »
- Dans le film Quatre Mariages et un enterrement, lorsque Henriette demande à Charles (Hugh Grant) si elle avait été angoissante lors de leur dernière rencontre, celui-ci lui répond : « Tu te rappelles Psychose, la scène de la douche ? C'était rien à côté ! »
- Dans le film Halal police d'État, le tueur est grandement inspiré de Norman Bates, comme lui il est gérant d'hôtel, a un comportement bizarre, fait croire que sa mère est toujours vivante, etc.
- La maison de l'attraction Phantom Manor du parc Disneyland Paris est très similaire à celle de Psychose, bien que l'attraction en elle-même n'ait aucun lien avec le film.
- L'épisode 7 de la saison 4 de Raising Hope fait référence au film à deux reprises : Virginia croît être agressée sous la douche et lorsqu'elle rend visite à ses nouveaux voisins avec son mari Burt, un homme qui possède les traits de Norman Bates leur ouvre. Le nom de famille n'est pas cité, mais le personnage s'appelle bien Norman. On peut également entendre la voix de sa mère hors champ.
- L'épisode 11 de la saison 7 de The Big Bang Theory fait une référence explicite à la scène de la cave : Howard dit que s'il n'avait pas connu Bernadette, il vivrait toujours chez sa mère à un détail près : il aurait fini par l'empoisonner. Il se met au plan suivant à retourner la chaise de sa mère, dévoilant son cadavre momifié et imitant sa voix criarde, avec en fond sonore le même thème que celui de la scène du film.
- Dans le film d'animation Le Monde de Nemo, Darla, une tueuse de poissons entre brutalement chez son oncle. La musique de la scène de la douche de Psychose est audible à cette scène.
- Dans le film Comme chiens et chats : La Revanche de Kitty Galore, une sculpture est renversée et la musique est également audible.
- Le court-métrage d'animation Shrek, fais-moi peur !, ou Shrek vert de peur au Québec, parodie la scène de la douche. L'Âne et le Chat Potté pénètrent dans un motel. En un clin d'œil, Potté se retrouve dans la douche et quelqu'un masqué par le rideau brandit un couteau. Sur le plan suivant, nous voyons du sang couler avec l'eau et la musique est audible pendant cette scène.
- Les 2 actrices du film : Vera Miles (Adorable mais dangereuse) et Janet Leigh (La femme oubliée) ont toutes les deux joué des rôles de meurtrières dans la série Columbo.
- Le groupe de Metalcore américain Ice Nine Kills a dédié à l’œuvre la chanson "The Shower Scene", parue sur l’album "Welcome to Horrorland : The Silver Scream 2" en 2021.
- Le rappeur Eminem fait souvent référence au film ou à ses suites/remakes, comme dans Role Model (album The Slim Shady LP) ou encore dans Demon Inside.
- Norman Bates est mentionné dans le roman Amalia de Daryl Delight. L'histoire fait également de multiples références à Hitchcock et aborde plusieurs thèmes du film.

### Premières
- Psychose est le premier film dans lequel on peut voir une actrice (Janet Leigh) juste habillée d'un soutien-gorge et d'un slip, et le premier dans l'histoire du cinéma américain qui montre quelqu'un se servir d'une chasse d'eau[107].

### Documentaire
- 78/52 : Les derniers secrets de « Psychose », d'Alexandre O. Philippe (2017)